# 李葆明
李葆明(1962年12月—)，中国江西省宜丰县人，南昌大学党委委员、副校长，研究领域为神经生物学，承担“973”等多个中国重点项目，担任中国生物物理学会理事等职，中国教育部第四批"长江学者"特聘教授，享受国务院政府特殊津贴。

## 生平
1983年获江西大学生物学系理学学士学位，1983年起先后在中国科学院上海生理研究所攻读硕士、博士、博士后、担任研究员等。
2001年至今，任南昌大学教授，先后在南昌大学神经生物学研究所、脑科学研究院、医学神经生物学国家重点实验室担任管理层任职，2009年起，任南昌大学副校长。

## 学术兼职
中国国家自然科学基金委员会生命科学部第八、九届专家评审组成员、中国生理学会副理事长，中国神经科学学会常务理事，中国生物物理学会理事。
《Neuroscience Bulletin》和《生理学报》编委。